# ブランズウィック銃
ブランズウィック銃（Brunswick rifle）は、19世紀初頭にエンフィールドのロイヤル・スモール・アームズ・ファクトリーで製造された、.704口径（17.9mm）のパーカッション式前装ライフル銃。

## 歴史
ブランズウィック銃はベイカー銃の代替として設計された数種類のライフル銃の一つである。ベイカー銃とは異なり、ブランズウィック銃は銃身内の施条に噛みあうように、ベルト状の突起が設けられた特殊な球形弾が使用された。
その評価において、ブランズウィック銃の特殊球形弾は当時のイギリス軍の標準的な紙製薬莢を使用できないことが判明した。また非常に重く、初速も比較的遅かった。このような問題にもかかわらず、ブランズウィック銃は当初の期待よりは良好であり、軍需品部は銃身長30インチ（792mm）、0.654口径（16.6mm）のモデルの製造を命じた。銃剣の装着も可能であったが、ベイカー銃では着剣時の射撃ができなかったという経験から、装着位置が後ろに移動された。
1836年12月、ブランズウィック銃とベイカー銃の比較試験が実施された。ブランズウィック銃は短距離での精度は同等、長距離での精度はベイカー銃を上回った。また、銃身内の掃除も少なくてすんだ。施条は2条と簡単なデザインであるため、銃身寿命がベイカー銃より長くなることも期待され、全体として非常に頑丈であると評価された。1837年1月、ブランズウィック銃の製造許可が出された。
その直後に、新しい標準化プログラムに従って.654口径から.704口径への変更がなされた。.704口径のデザインは1837年8月に提出され、最初のロットである1000丁が1837年10月25日に発注された。翌年1月、ブラウン大佐のライフル旅団の大隊用として、この内600丁は直ちに必要であることが判明したが、エンフィールド造兵廠はこの要求に時間内に応えることはできなかった。このため、全量がロンドンの民間銃器製造メーカーに、1丁38シリングで発注された。各メーカーでの製造数は以下のとおりであった：
- Tomas Potts,                212丁
- Wm. Heptinstall,             55丁
- Barnett & Co.,              212丁
- Reynolds & Son,              55丁
- Lacy & Reynolds,            210丁
- Yeoman’s & Son,              55丁
- E. J. Baker,                146丁
- Thomas Leigh,                55丁
- William Parker,              80丁
- W. Mills & Son,              55丁
- R. E. Pritchett,             80丁
- W. T. Bond,                  55丁
- Thomas Ashton,               80丁

製造は1838年3月に開始され、最初の量産分1840年にライフル旅団、カナダライフル旅団、いくつかの特別部隊に供給された。
ブランズウィック銃には弾丸の装填が困難であるとの評価もあったが、評判は良好であり50年近くも生産が続けられた。銃はイギリスと世界中の植民地や前哨部隊で使用された。途中でいくつかの設計変更が行われ、1885年に生産が終了した。
ブランズウィック銃はベルギーでも製造された。南北戦争中には、少数ではあるがアメリカにも輸入された。
ブランズウィック銃の名前の由来は、ドイツのブラウンシュヴァイク公国（英語読みでブランズウィック）に由来するが、これはこの銃の原型がブランズウィック公の軍人によってデザインされたためである。

## 設計と性能

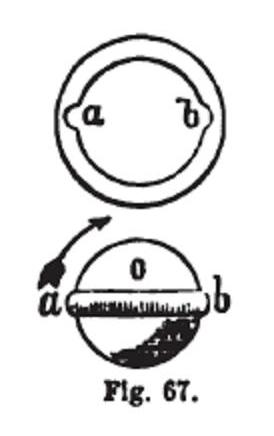
帯が設けられた弾丸とブランズウィック銃の2条の施条

ブランズウィック銃の内腔には、ベルト付き球形弾に合うようには2条の溝が刻まれていた。当時の他のライフルと同様、ブランズウィック銃も弾丸の装填が困難であるとの問題があった。弾丸は銃身内腔に密着させる必要があったが、これにより施条と弾丸が噛みあい、弾丸に回転を与え安定性を向上させた。突起と溝というブランズウィック銃のデザインでは、弾丸と銃内腔に多少の隙間をもたせる必要があったが、当時の黒色火薬は銃身内腔にすぐこびりつくため、銃を使用している間に弾丸の装填がさらに困難となった。
ブランズウィック銃は特殊な球形弾を使用しており、装填時には施条と弾丸の向きを合わせる必要があったが、これは施条が見えない夜間における装填を困難にした。後のモデルでは銃口に施条に合わせた窪みをつけて、施条位置の確認を容易にしている。
ロック（当り金）は最初はバックアクションタイプであり、メインスプリングが撃鉄の後部にあった。このデザインは銃床のリスト部を弱くするため、一般的なものではなかった。後にはより一般的なサイドアクション型のロックを採用した。
銃床はクルミ製であり、リスト部は直線上で低い櫛形台尻であった。蝶番で開閉する真鍮の蓋がついたパッチボックス（掃除道具等を収納するスペース）が台尻の右側にあった。最初はパッチボックスは一室であったが、後にやや大型にしてニ室とされた。
槊杖、引き金カバー、台尻プレートは全て磨かれた真鍮で作製されていた。
ブランズウィック銃は刀型の銃剣（バヨネット）を装着できるようにデザインされていた。装着方式はベイカー銃と同様に銃身右側のバヨネットバーを使うものであった。バヨネットバーはベイカー銃での経験を基に、やや後方に移動された。
ブランズウィック銃の照準器はブロック式の照星と、200ヤードおよび300ヤードに設定できる2個のリーフ型の照門を利用していた。
銃の重量は、銃剣を装着しない状態で9ないし10ポンドであった。

## バリエーション
1836年型はバックアクション式のロックと一室型のパッチボックスを採用していた。極初期には.654口径のものが製造されたが、すぐに.704口径へと切り替えられた。
1840年型ではニ室型パッチボックスが採用され、いくつかの小さな改良が行われた。
1841年型では、バックアクションロックからサイドロックに変更された。しかし実際に製造が開始されたのは1845年であった。このバージョンでは銃身がツイスト・スチールから鍛鉄製に変更された。またブレーク・オフ型の尾栓から単純なプラグへの変更も行われた。
1848年型ではバヨネットバー中央上部にロッキングノッチを設けた、改良型バヨネット・ラッチが採用された。イギリス陸軍用に少数が生産された。
口径を.796口径（20.2mm）に増したモデルがイギリス海軍向けに製造されている。
1840年から1860年頃にかけて、ブランズウィック銃のコピーがネパールで製造された。これらのコピー銃は明らかにハンドメイドであり、それぞれに多少の差異があった。大きく分けて、7.5ポンドの軽量モデルと、よりオリジナルに似た9ポンドモデルがあった。10,000丁から12,000丁がネパールで製造されたと推定されている。

## 参考資料
- John Walter, The rifle story: an illustrated history from 1776 to the present day
- Peter Duckers, British Military Rifles: 1800 - 2000
- John Gibbon, The Artillerist's Manual 1860